# Province de l'Île de Pâques
Pour l’article homonyme, voir Île de Pâques.
La province de l'Île de Pâques, en espagnol Provincia de Isla de Pascua, est une province du Chili de la région de Valparaíso. Située en Océanie, au large du continent sud-américain, elle est constituée de l'île de Pâques et de l'île Sala y Gómez.

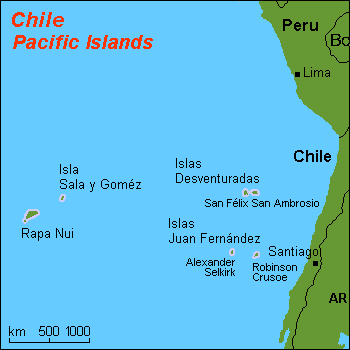
Carte des îles chiliennes pélagiques.

Son chef lieu est la ville de Hanga Roa.

## Liste des gouverneurs

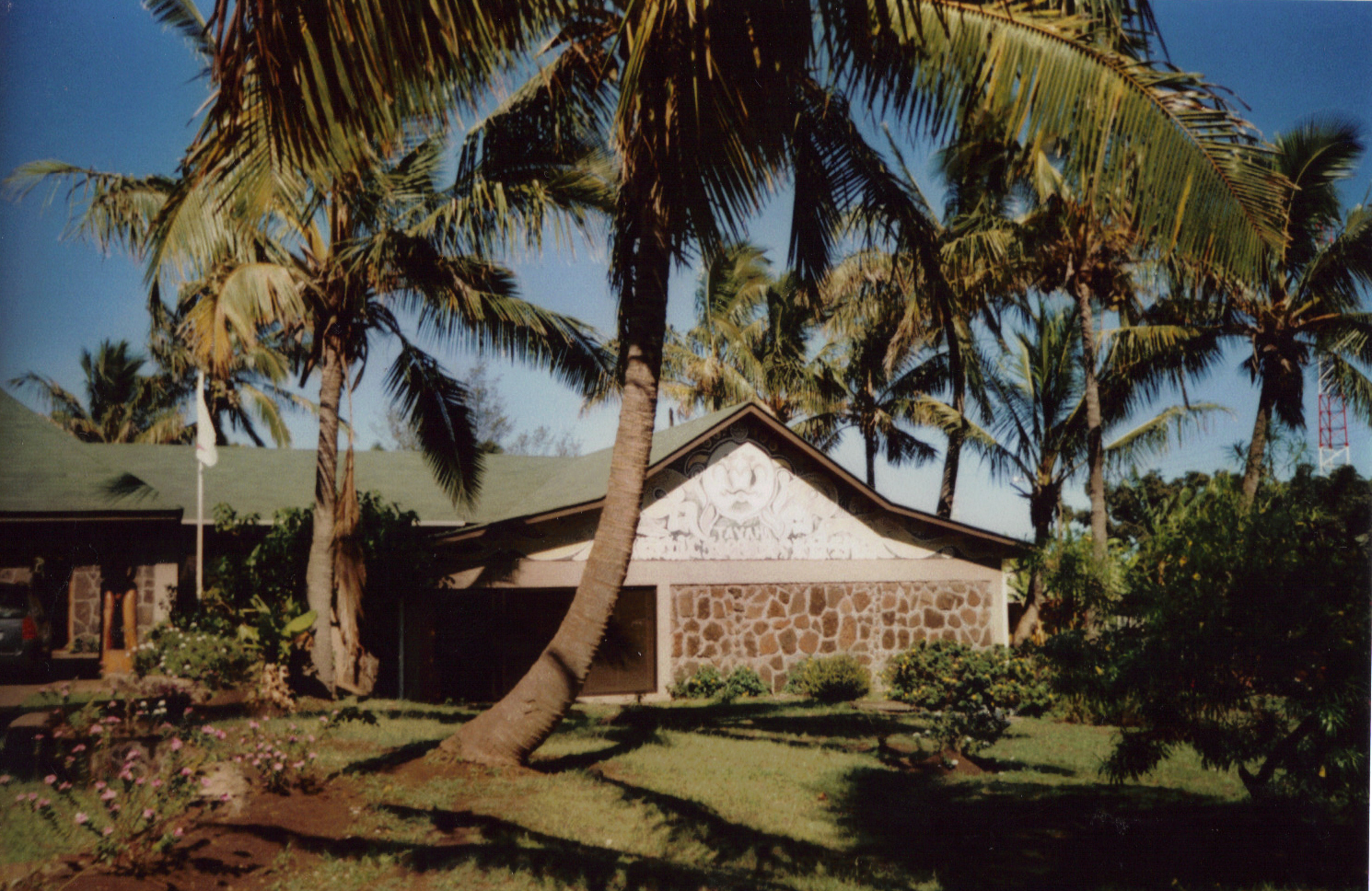
La mairie de la province à Hanga Roa.